# Крвави капетан (филм из 1935)
Крвави капетан (енгл. Captain Blood) је амерички авантуристички гусарски филм из 1935. године, режисера Мајкла Кертиза, који су продуцирали Хари Џо Браун и Гордон Холингсхед, а у коме главне улоге тумаче Ерол Флин, Оливија де Хевиленд, Базил Ратбон и Рос Александер. Сценарио је написао Кејси Робинсон на основу истоименог романа Рафаела Сабатинија, а прича прати ухапшеног доктора продатог у робље, који, са другим заробљеницима, бежи и започиње пиратски живот у Антилима.
По роману Крвави капетан је 1924. већ снимљен истоимени неми филм са Џ. Вореном Кериганом у насловној улози. Студио Warner Bros. је озбиљно ризиковао упарујући двоје релативно непознатих глумца у главним улогама. Флина је улога у овом филму учинила великом холивудском звездом и успоставила га као природног наследника Дагласа Фербанкса и „симбол непобедивог човека” током Велике депресије. Филм је такође прогласио де Хевилендову, у њеној тек четвртој филмској улози, као главну звезду и био је први од осам филмова у којима је глумила заједно са Флином; њих двоје ће 1938. поново сарађивати са Ратбоном у Авантурама Робина Худа.
Године 1962. Флинов син Шон је глумио у филму Син Крвавог капетана.

## Радња
У Енглеској 1685. године, ирски лекар Питер Блад је позван да помогне лорду Гилдоју, рањенику који је учествовао у побуни у Монмуту. Ухапшен је упркос вршењу своје лекарске дужности, терети се за издају против краља Џејмса II и осуђен на смрт од стране злогласног судије Џефриза. По хиру краља, који види прилику за профит, Блад и преживели побуњеници бивају пребачени на Антиле да би били продати у ропство.
У Порт Ројалу, Блада купује Арабела Бишоп, нећака локалног војног команданта, пуковника Бишопа. Привучена Бладовом бунтовном природом, Арабела даје све од себе да побољша његову ситуацију тако што га препоручује као личног лекара гувернера колоније, који пати од болног гихта. Споља огорчен према Арабели, али прећутно захвалан за њене напоре у његово име, Блад развија план бекства за себе и своје пријатеље робове. План скоро разоткрива сумњичави пуковник Бишоп, који је једног од Бладових људи бичевао и испитивао. Блад је поштеђен сличне судбине када Шпанци нападну Порт Ројал. Током настале пометње, Блад и остали робови отимају шпански брод од пијане ноћне страже и отпловљавају да започну пиратске животе.
Блад и његови људи брзо постижу велику славу међу буканирима Братства обале. Пошто стари гувернер није у стању да обузда пиратску претњу, за новог гувернера је постављен пуковник Бишоп. Он шаље Арабелу у Енглеску на продужени одмор, али три године касније она се враћа на Карибе. Њен брод, који такође превози краљевског изасланика, лорда Вилоубија, заробљава Бладов издајнички партнер, француски буканир, капетан Левасер, који планира да их задржи ради откупнине. Блад приморава Левасера да му их прода, уживајући у прилици да преокрене ствар против Арабеле. Када се Левасер жестоко успротиви, Блад је приморан да га убије у двобоју.
Блад нуди Арабели вредан накит из његових освајања у знак своје љубави према њој. Незахвална за своје „спасавање”, Арабела је огорчена што ју је купио Блад и назива га лоповом и пиратом. Иако љут због њеног одбијања, он наређује својим људима да исплове за Порт Ројал где ће испоручити Арабелу и лорда Вилоубија, упркос опасности по њега и његову посаду.
Док се приближавају Порт Ројалу, виде два француска ратна брода како нападају град; Бишоп га је оставио небрањеним у својој непромишљеној потрази за Бладом. Пошто је Енглеска сада у рату са Француском, лорд Вилоуби моли Блоуда да спасе колонију, али капетан и његова посада одбијају да се боре за омраженог краља. Вилоуби открива да је Џејмс II свргнут у Славној револуцији и да је побегао у Француску; нови енглески краљ Вилијам III послао је Вилоубија да понуди Бладу и његовим људима потпуно помиловање и послове у Краљевској морнарици. Ова запањујућа вест брзо мења мишљење посаде и они се припремају за битку са Французима.
Након што су превезли Арабелу на обалу, Блад и његови људи прилазе Порт Ројалу под француском заставом, али убрзо је замењују британском. Следи жестока битка бродова, која води до помахнитале борбе прса у прса. Блад и његови људи побеђују француске фрегате, спашавајући колонију, али не пре него што изгубе свој брод у бици. Као награду, лорд Вилоуби именује Блада за новог гувернера Порт Ројала и натера Арабелу да призна да га воли. Блад се поново сусреће са својим непријатељским претходником, који се сада вратио из лова на пирате и ухапшен је због непоштовања дужности у време рата. Док Арабела наизглед моли новог гувернера да поштеди живот њеног стрица, Блад открива своје лице зачуђеном Бишопу, поздрављајући га речима: „Добро јутро, стриче”.

## Улоге
| Глумац               | Улога           |
| -------------------- | --------------- |
| Ерол Флин            | Питер Блад      |
| Оливија де Хевиленд  | Арабела Бишоп   |
| Лајонел Атвил        | пуковник Бишоп  |
| Базил Ратбон         | Левасер         |
| Рос Александер       | Џереми Пит      |
| Гај Киби             | Хенри Хагторп   |
| Хенри Стивенсон      | лорд Вилоуби    |
| Роберт Барат         | Џон Волверстон  |
| Хобарт Кавано        | др Бронсон      |
| Доналд Мик           | др Вакер        |
| Џеси Ралф            | госпођа Барлоу  |
| Форестер Харви       | Онести Натал    |
| Френк Маглин Старији | Јурија Огл      |
| Холмс Херберт        | капетан Гарднер |